# Verpflegungstruppen

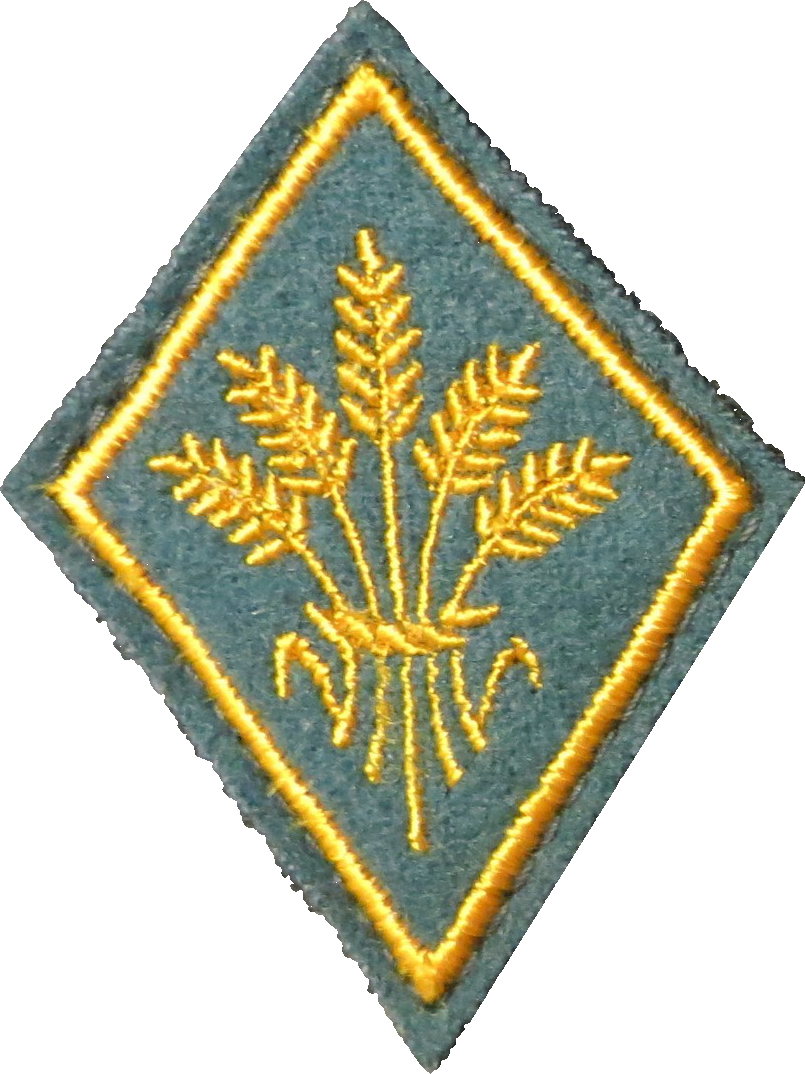
Abzeichen der Verpflegungstruppen

Die Verpflegungstruppen waren eine Truppengattung der Schweizer Armee. Als Teil der Logistik und der rückwärtigen Dienste («Dienste hinter der Front») waren sie für das Ersatzwesen (Vorratsdepots) und den Nach- und Rückschub zuständig. Sie waren auf ihre zivilen Zulieferer (Selbstversorgungsgrad, Pflichtlager) und die Wirtschaftliche Landesverteidigung (Plan Wahlen) angewiesen.

## Vorgeschichte
Die Verpflegungsportion der alten Römer bestand vor allem aus einer Getreideration von etwa 850 Gramm Weizenkörnern in Form von Brot und Weizenpolenta. Jede Kampfgemeinschaft führte auf dem ihr zugewiesenen Tragtier eine Handmühle mit sich.
Die Heere im Mittelalter kamen ohne Nachschub aus. Jeder hatte sich selbst zu verpflegen. Ging bei einem Feldzug die Verpflegung aus, wurden Lebensmittel und Pferdefutter bei der örtlichen Bevölkerung requiriert und fouragiert. 
Bis zum 15. Jahrhundert enthielt der Kriegsack («Habersack») der Eidgenossen vor allem gerösteten Hafer. Fleisch spielte nur eine geringe Rolle. Der Zürcher Stadtarzt von Muralt forderte 1712 in seiner «Soldatendiät», dass jeder Soldat ein Fläschchen Branntwein erhalten sollte. 
Die Fleischportion wurde zur Zeit des Deutsch-Französischen Krieges zum Kernstück der Soldatenverpflegung. Vor der Zeit Napoleons I. hatten in der Eidgenossenschaft einzig die Stände Bern und Zürich ihren Milizen neben Sold und Brot noch Fleisch (den «Spatz») geliefert.

## Anfänge der Verpflegungstruppen
Die Eidgenossenschaft schuf 1815 ein gemeinsames «Oberkriegskommissariat» (OKK), während die rückwärtigen Dienste (Parkkompanien, Verpflegungsmagazin, Lazarett, Pferdekuranstalt) bei den Kantonen blieben. 
Gemäss dem «Allgemeinen Militärreglement für die Schweizerische Eidgenossenschaft» von 1817 mussten die Truppen aus den Kantonalzeughäusern mit Kochgeschirr und Feldgeräten ausgerüstet werden. Für die gemeinsame Verpflegungszubereitung wurden 1843 Geschwaderkochgeschirre (pro Zug) bereitgestellt sowie ein Sackmesser, ein Löffel und eine Feldflasche für den einzelnen Wehrmann. 
Die 1877 erprobte Fahrküche der Firma Scherrer Neunkirch wurde 1880 bei der Feldartillerie als zweirädrige Fahrküche eingeführt. 1898 erhielten die Soldaten die Gamelle als Einzelkochgeschirr.

Artillerie-Fahrküche 1880
Gerätschaftswagenküche 1903
Fahrküche des Pontonierbattalions 2
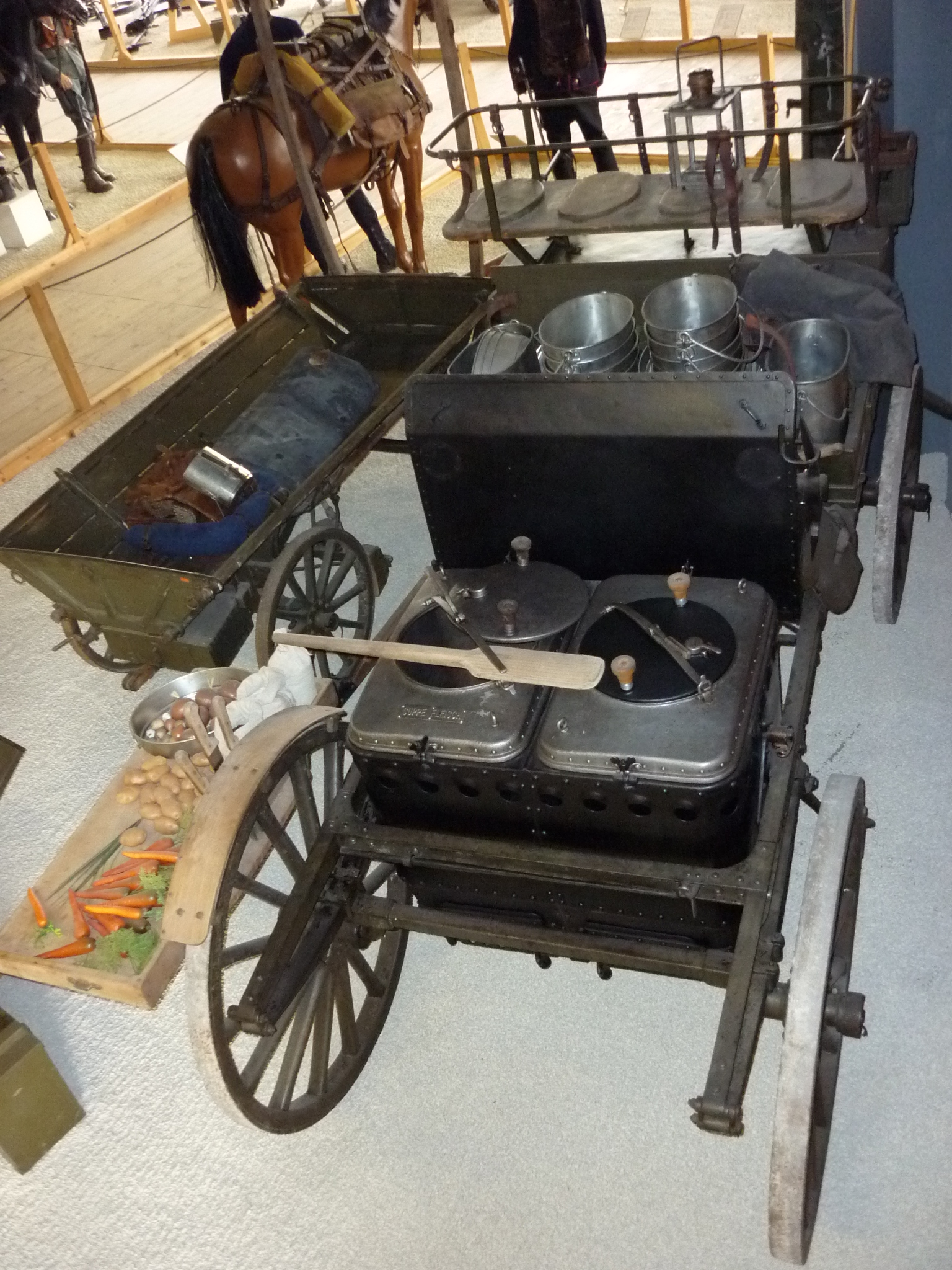
Feldküche Grenzbesetzung 1914–1918

1903 wurden die sechsspännigen Gerätschaftswagenküche (zugleich Schmiede und Küche) und die Batteriewagenküche eingeführt. Die verbesserte Batteriewagenküche 03 (Fahrküche Ordonnanz 1909) der Eidgenössische Konstruktionswerkstätte Thun (K+W) wurde 1909 der Infanterie, den Genietruppen und den höheren Truppenstäben abgegeben. Suppe mit «Spatz» wurde zum beliebtesten Gericht der Militärküche.
Die Bäckerzelte gehörten noch vor dem Ersten Weltkrieg zum Korpsmaterial der Verpflegungstruppen. Die Einführung eines Kochherdes (Feuerstelle mit Kochkessel und Kamin) mit Ausrüstung für den Aufbau auf Lastwagen erfolgte 1939.

Fassungskolonne
Fassungskolonne Bahnhof Zollikofen
Verpflegungsausgabe durch die Verpflegungsabteilung
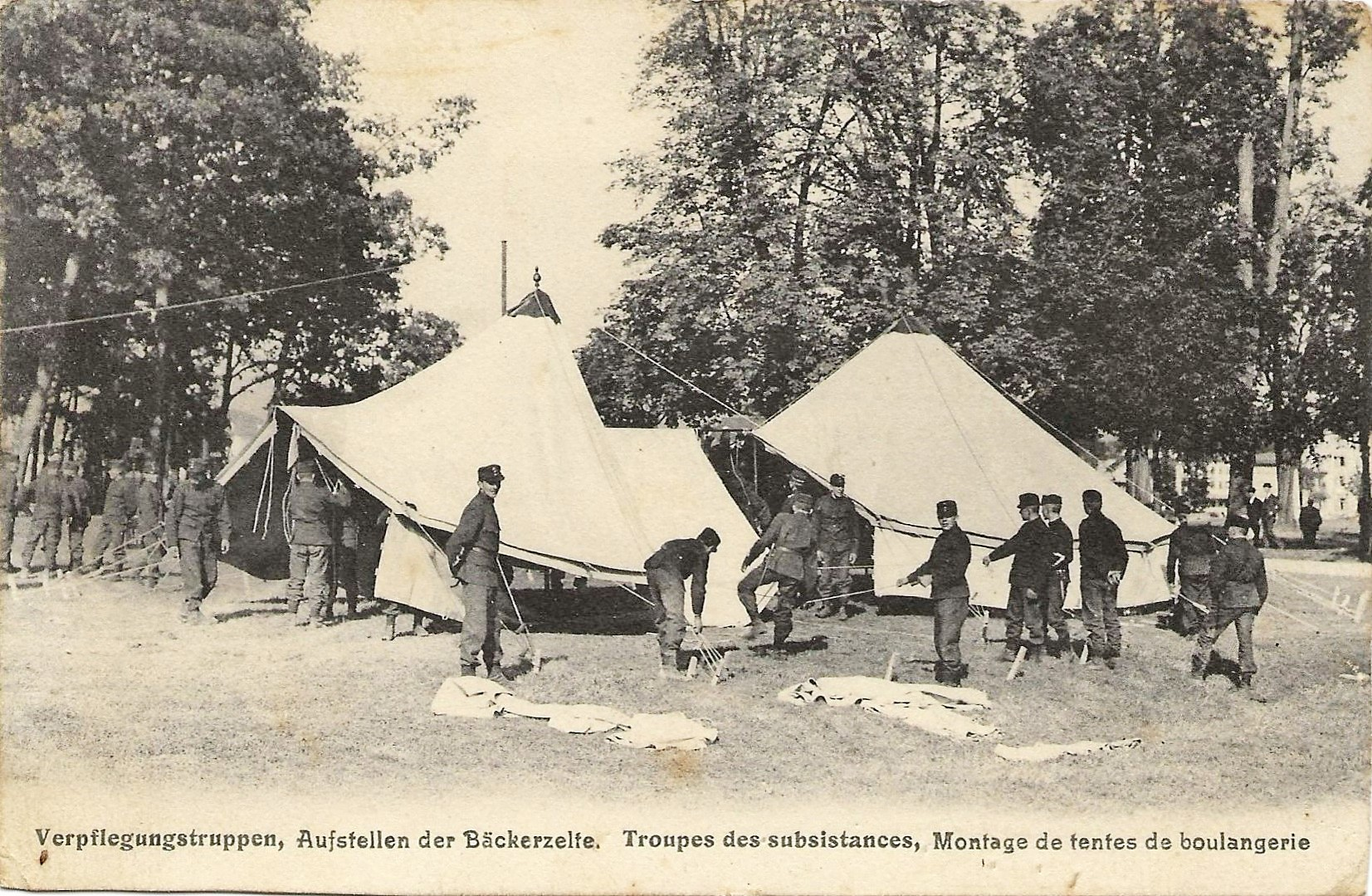
Bäckerzelte um 1913

## Zweiter Weltkrieg
Während des Aktivdienstes verfügte jede Heereseinheit (Divisionen, Gebirgsbrigaden) über eine Verpflegungsabteilung. Diese bestand aus zwei Verpflegungskompanien, zwei Hilfsdienst-Verpflegungsdetachementen und einer Motortransportkolonne mit einer Kapazität von 100 Tonnen. Die Abteilung hatte einen Bestand von 550 Mann und 50 Motorfahrzeugen. Ab 1942 wurde der Küchenanhänger von Motorfahrzeugen gezogen. Die 15- und 25-Liter-Selbstkocherkisten wurden von der Holzfeuerung auf Benzingasverbrenner umgestellt.
Die Aufgabe der Versorgungstruppe umfasste die Verpflegung von Mensch und Tier ihrer Heereseinheit. Dazu gehörte die Beschaffung, Aufbewahrung, Produktion und Ausgabe von Brot (Backen) und Fleisch (Schlachtviehbeschaffung, Schlachten, Magazinierung) sowie der übrigen Verpflegungs- und Futtermittel der Truppe. Die Verpflegungstruppen organisierten den Nach- und Rückschub von Verpflegung, Material (Kleidung, Treibstoffe, Schmiermittel, Munition), Verwundeten- und Krankenaustausch, Feldpost, Veterinärdienst. Diese wichtigen Einrichtungen und Anlagen mussten militärisch bewacht und geschützt werden. 
Für den Transport wurden während des Zweiten Weltkrieges hauptsächlich Pferde und die Eisenbahn eingesetzt. Lieferungen der Armee erfolgten mit der Bahn bis zum Umschlagsplatz der Division und wurden von dort mit Pferdefuhrwerken zu den Truppen befördert. Die Infrastruktur der Logistik wurde im Alpenreduit dezentral angelegt, weil die wenigen Eisenbahnlinien und Strassen keine schnellen Transporte ermöglichten. Die Truppen holten ihren Bedarf bei der nächstliegenden Logistikbasis ab und wurden nur ausnahmsweise beliefert. 

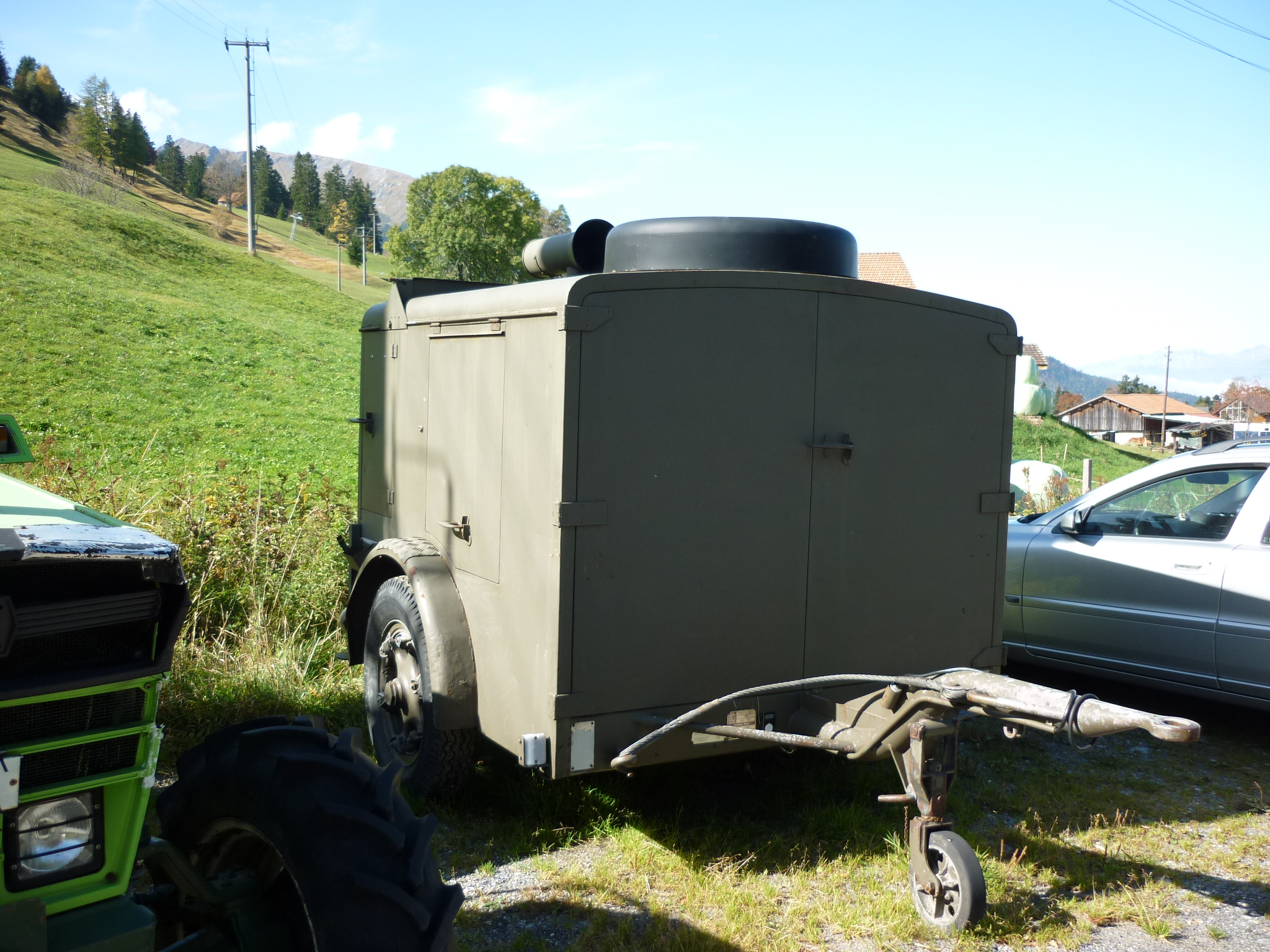
Küchenanhänger 1942
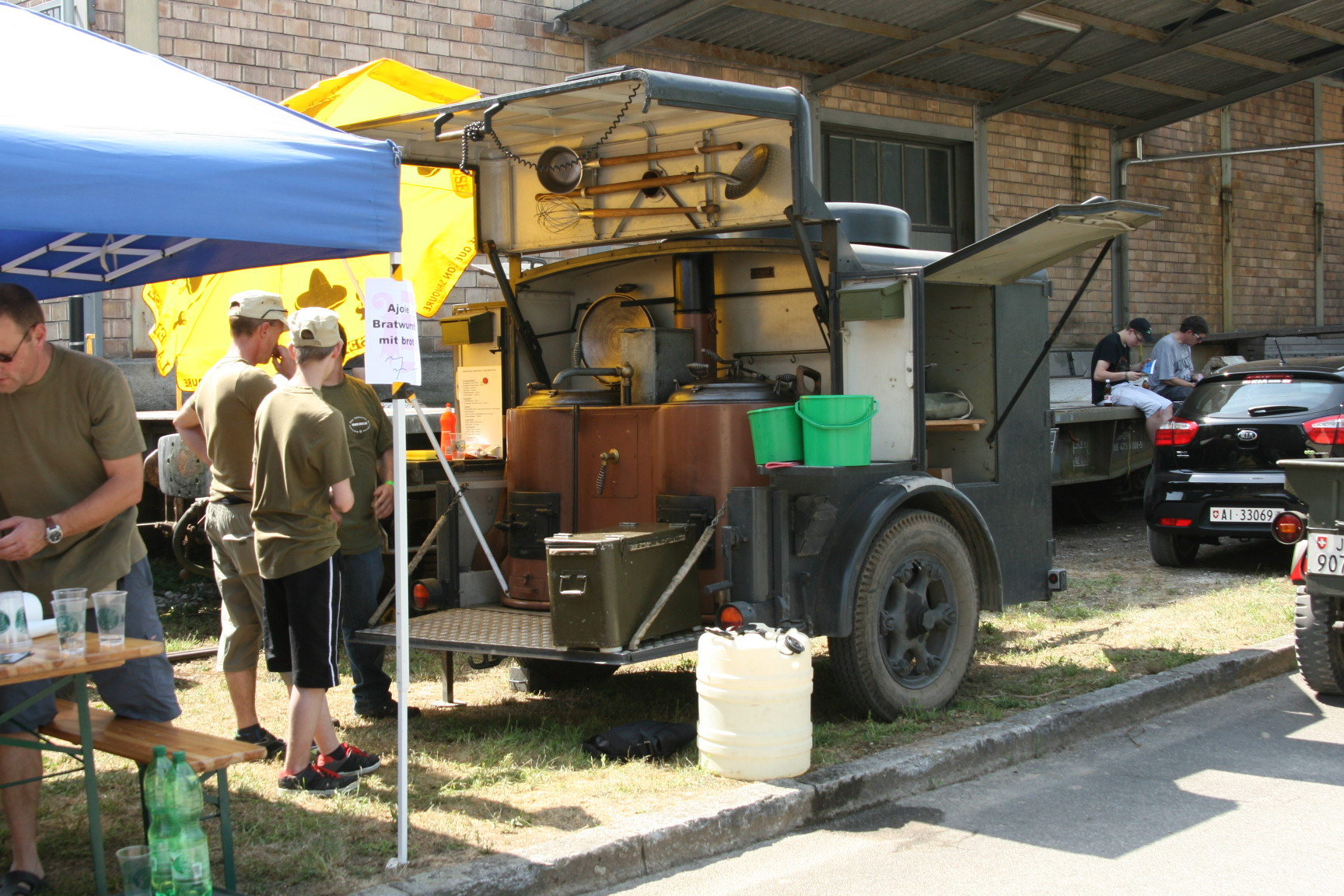
Küchenanhänger 1942 in Betrieb

## Nachkriegszeit
Nach 1945 wurde die Logistik Teil der Gesamtverteidigung (Armee, Zivilschutz, Kriegswirtschaft). Nachschubbasen versorgten die nahe (bis 20 Kilometer) bei den Kampfverbänden liegenden «Basisversorgungsplätze» (BVP). Ab 1953 war das Oberkriegskommissariat für den Einkauf und die Verwaltung der Treibstoffe verantwortlich.
Die Logistikverbände der Armee 61 bildeten einen Drittel des gesamten Mannschaftsbestandes. Die Verpflegungstruppen erhielten mit der Truppenordnung TO 1961 die neue Bezeichnung Versorgungstruppen und erweiterte Aufgaben. 
Die Kampfverbände der Armee 61 hatten fest zugeteilte Einsatzräume. Wartung, Reparatur und Ersatzteilbeschaffung lag in der Zuständigkeit der Truppe (Basis- und Fachwerkstätten). Ein dichtes Netz von BVPs versorgte (Bringprinzip) die Truppe in ihrem Einsatzgebiet. Die Logistik war auch in Friedenszeiten betriebsbereit, da man mit kurzen Vorwarnzeiten rechnete. Die verfügbaren Vorräte betrugen 1978 eine Tonne pro Soldat und waren in 5500 Gebäuden und unterirdischen Anlagen (inklusive 50 Spitäler) von rund 100 Kilometer Länge untergebracht. 1969 wurde die «Untergruppe Logistik» geschaffen, welche zum Territorialdienst gehörte. 
Mit der Armee 95 halbierte sich die Anzahl Versorgungsplätze (Übergang zum Holprinzip) und die Bäcker-, Müller- und Metzgereinheiten wurden aufgelöst. Für die Logistik waren sechs Versorgungsregimenter mit Sanitäts-, Veterinär-, Versorgungs-, Material- und Transporttruppen sowie der Feldpostdienst verantwortlich.
Für die Armee XXI wurde die Logistikbrigade 1 (Log Br 1) mit 13.000 Mann (Bringprinzip) geschaffen. Sie wurde der Logistikbasis der Armee (LBA) unterstellt, welche für die gesamte Logistik und Versorgung der Armee zuständig ist. 
Mit dem Rüstungsprogramm 2005 wurde das bisherige Materialsortiment des Verpflegungsdienstes durch den modernen Hygienevorschriften entsprechendes Material abgelöst.

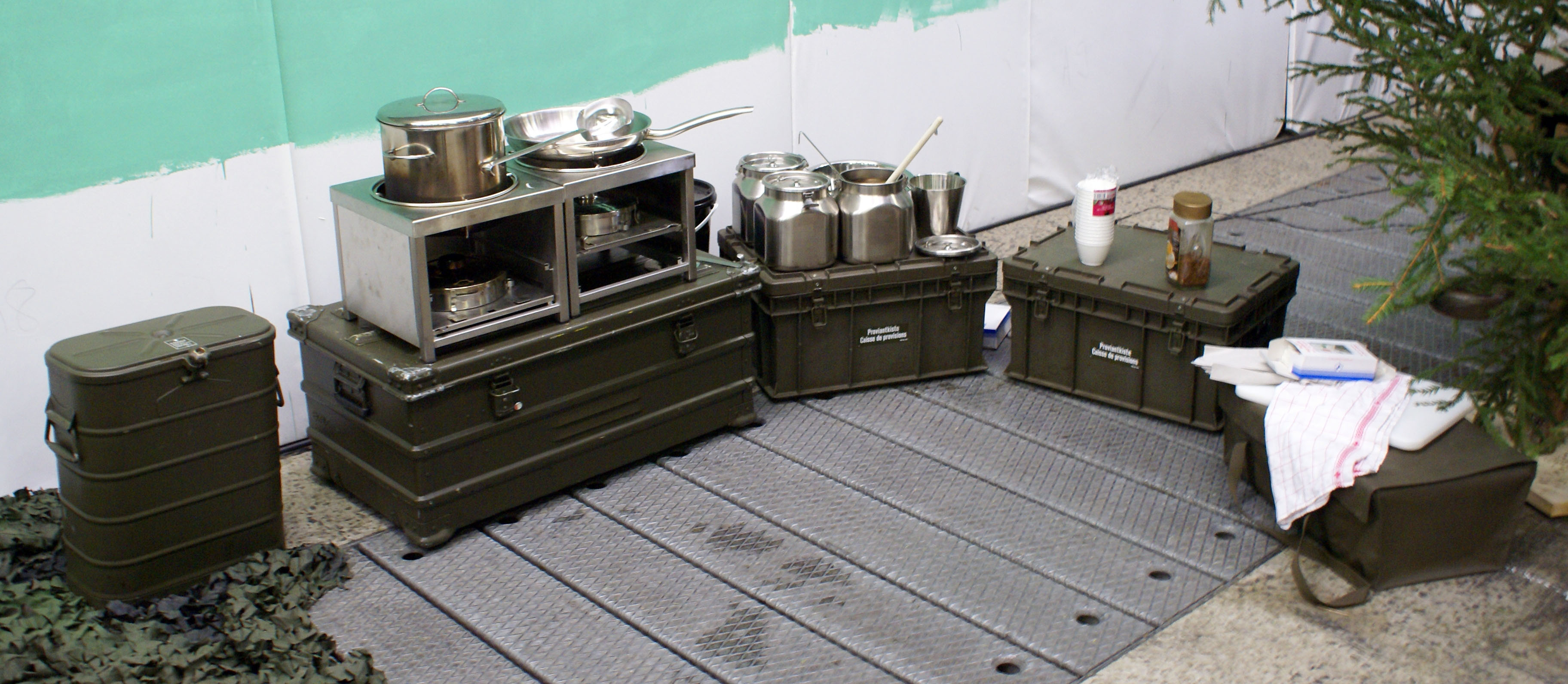
Moderne Feldküchenausrüstung

### Verpflegungskompanie
Die Verpflegungskompanie verfügte über die nötige Ausrüstung, um allein den Nachschub eines Frontabschnitts sicherstellen zu können. Dazu gehörte eine mobile Mühle und eine mobile Feldbäckerei. 
Das in den 1950er Jahren vom «Bäckergeneral» Walter Kuchen entwickelte neue Armeebrot (Vollkorn-Kasten- oder Formenbrot) konnte, dank einer speziellen Behandlung mit einer Alkohollösung, mindestens zwei Jahre eingelagert werden. Es wurde von den Soldaten auch «Atombrot» genannt. In der neu geschaffenen Backstube in Boltigen konnten täglich 20.000 Brote gebacken werden. Zusätzlich wurden 168 mobile Bäckereien 1960 (mob BK 60) sowie 16 mobile Mühlen für die Mehlversorgung eingeführt.
Die mobile Bäckerei 60 konnte mit einer Backequipe von vier Mann in drei Schichten innert 24 Stunden 4000 Brotportionen zu 500 Gramm liefern. Sie war in einem zehn Tonnen schweren Lastwagenanhänger untergebracht, der mit Knetmaschine, Teigmulde, Arbeitstische mit Waage, Gärraum, drei Backöfen mit total 9,6 Quadratmeter Backfläche, Kaltwassertank, Heisswasseraufbereitung, Wassermischtank, Stromgenerator ausgerüstet war. Die Öfen konnten mit Diesel, Holz oder Kohle geheizt werden und die Maschinen am Stromnetz angeschlossen oder mit einem Stromgenerator betrieben werden. Auf dem Lastwagen, der den Anhänger zog, wurden die Zutaten mitgeführt. Mit der Armee 95 wurden die mob BK 60 verkauft, davon 60 Stück in die Ukraine.
Die fünfköpfige Metzgerequipe der Feldschlächterei musste den Tagesbedarf einer Division mit 20 Kühen decken können. An den improvisierten Schlachtstellen wurden auch sämtliche Nebenprodukte verwertet.
Die Verpflegungskompanie konnte den bei ihr mit Lastwagen fassenden Truppen alle Verpflegungsartikel inklusive Frischgemüse und Kartoffeln abgeben. Sie hatte zehn Magazinzelte mit je 50 Quadratmeter Lagerfläche zur Verfügung. Der Fassungsplatz, auf dem die Abgabe während der Nacht erfolgte, lag 10 bis 20 Kilometer hinter der Front. Weil die Fassungsplätze bevorzugte Objekte feindlicher Artillerie und Luftwaffe waren, mussten sie von der Verpflegungskompanie öfters gewechselt, gut getarnt, rundum gesichert und geheim gehalten werden. 
Die Milizsoldaten der Verpflegungstruppen wurden aus folgenden Berufen rekrutiert: Metzger, Bäcker, Magaziner, Käser, Küchenchefs, Kaufleute und Buchhalter (Fouriere, Rechnungsführer).

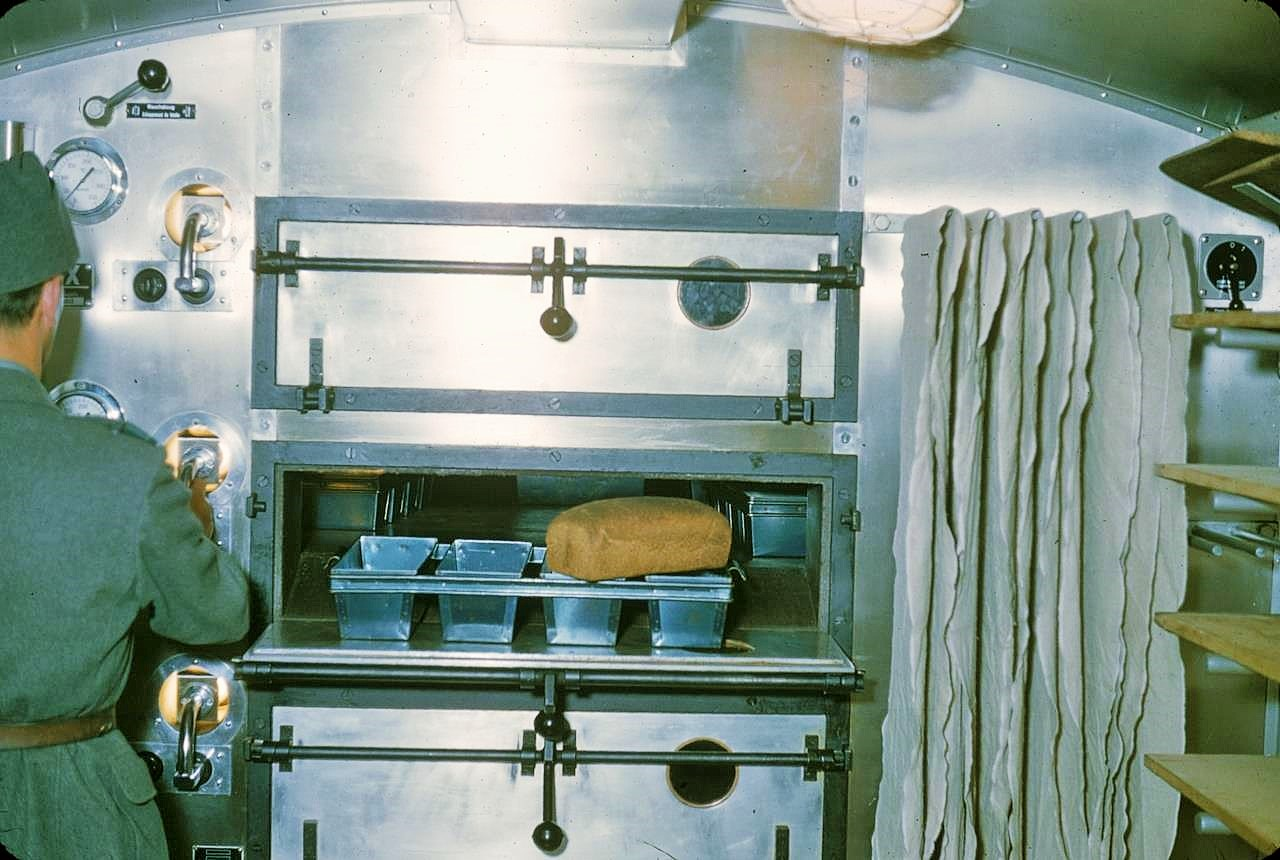
Mobile Bäckerei 60: Backofen mit Kastenbrot
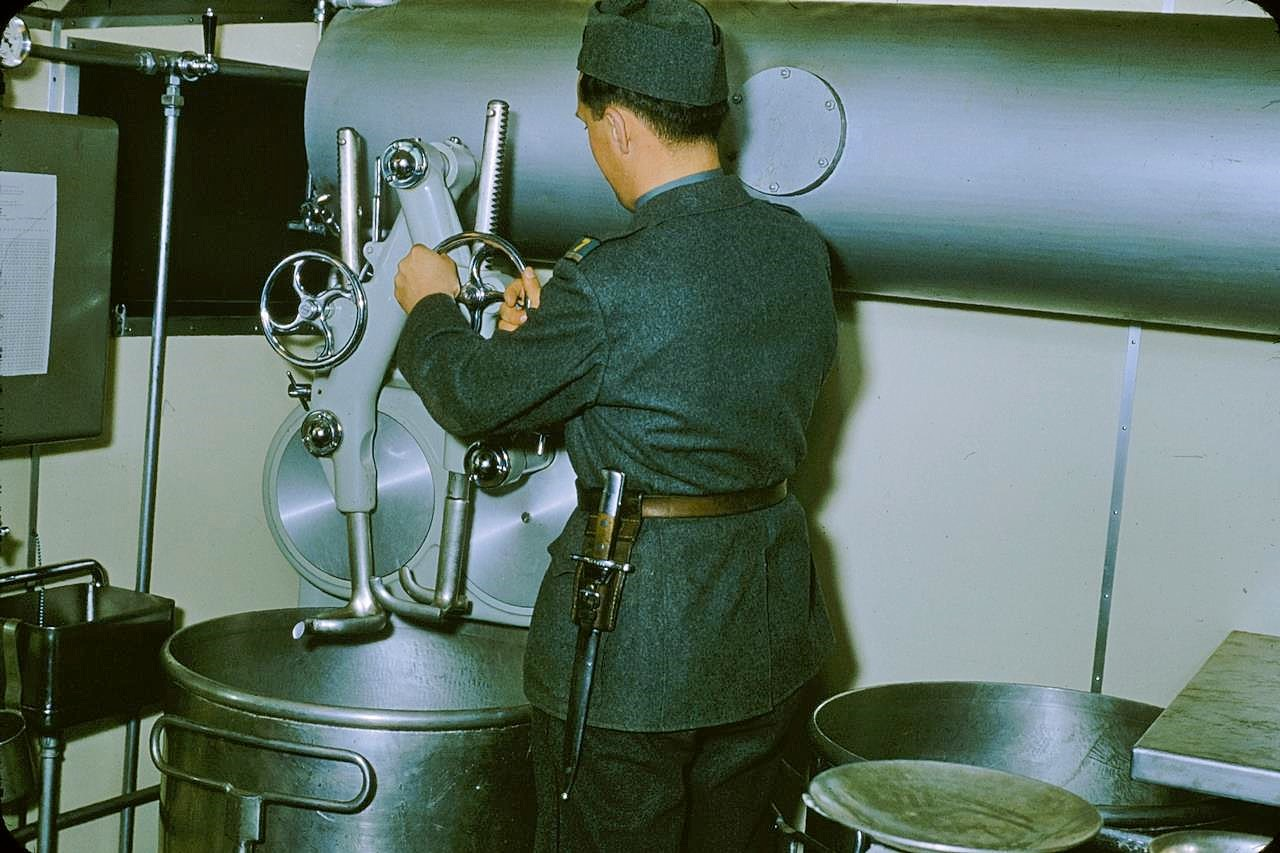
Mobile Bäckerei 60: Knetmaschine
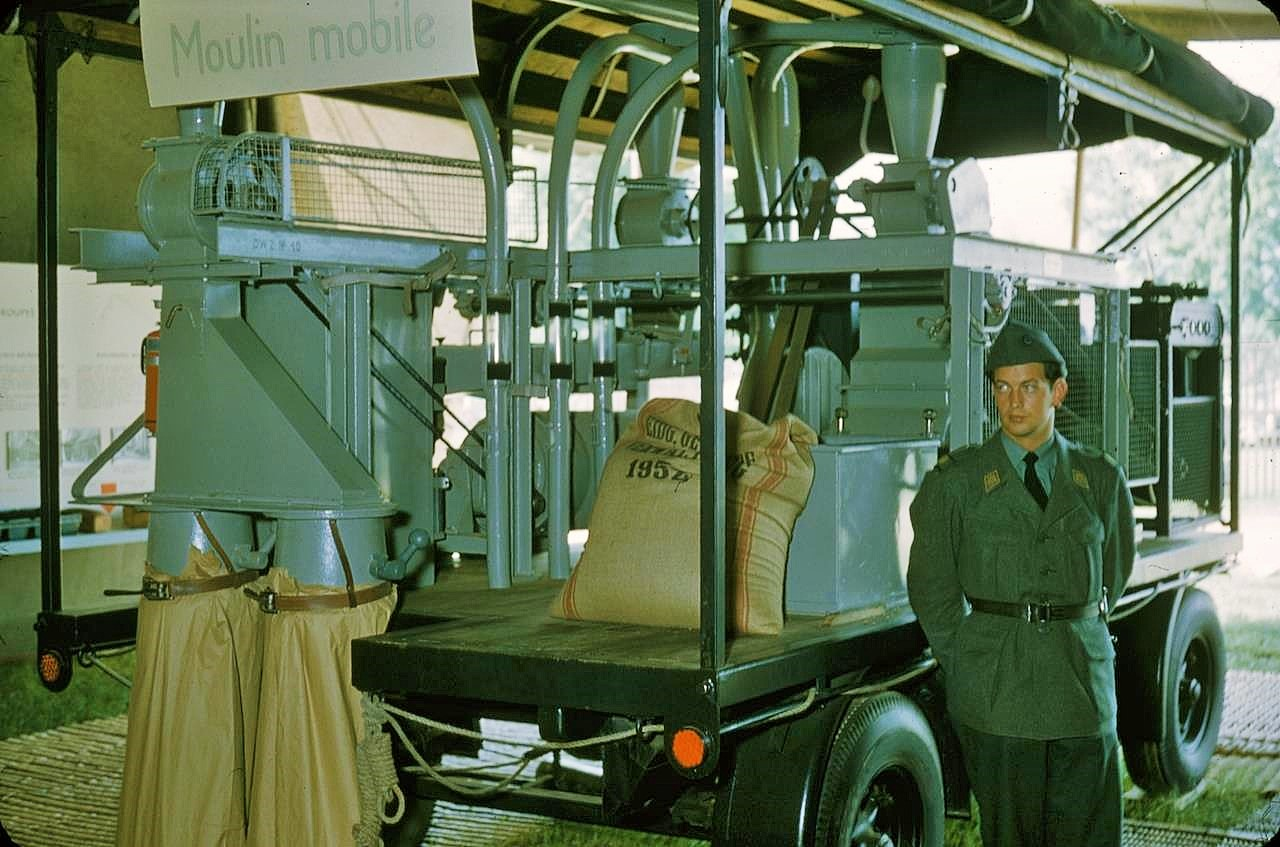
Mobile Mühle
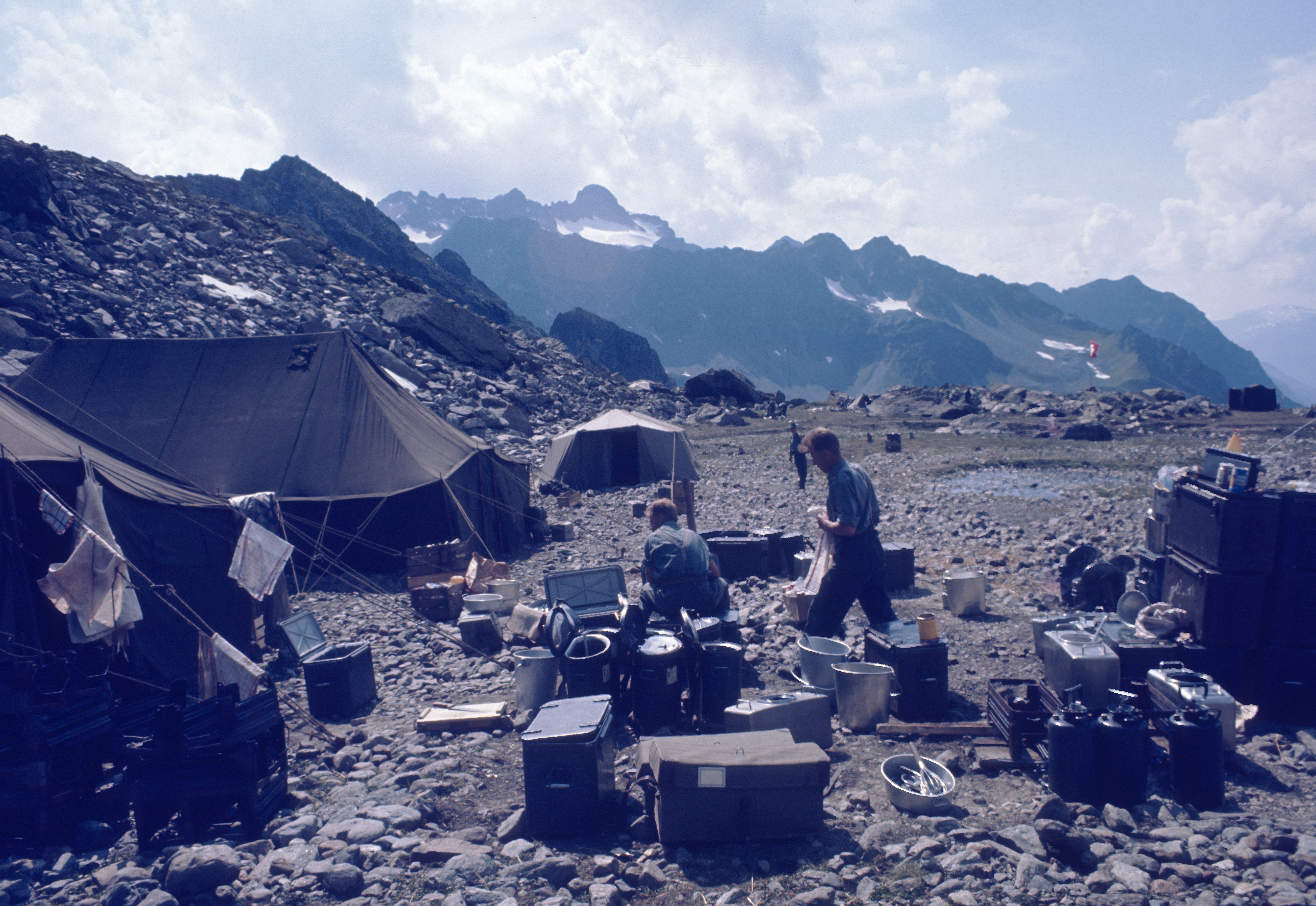
Verpflegung im Hochgebirge